# Xylocopa preussi
Xylocopa preussi là một loài Hymenoptera trong họ Apidae. Loài này được Enderlein mô tả khoa học năm 1903.